# Robby Krieger
 (mars 2022).
Si vous disposez d'ouvrages ou d'articles de référence ou si vous connaissez des sites web de qualité traitant du thème abordé ici, merci de compléter l'article en donnant les références utiles à sa vérifiabilité et en les liant à la section « Notes et références ».
Pour les articles homonymes, voir Krieger.
Robby Krieger, né le 8 janvier 1946 à Los Angeles, en Californie. Il est le cofondateur et guitariste du groupe The Doors et l'auteur de nombre de leurs chansons telles que Light My Fire, Love Me Two Times, Touch Me et Love Her Madly.

## Biographie

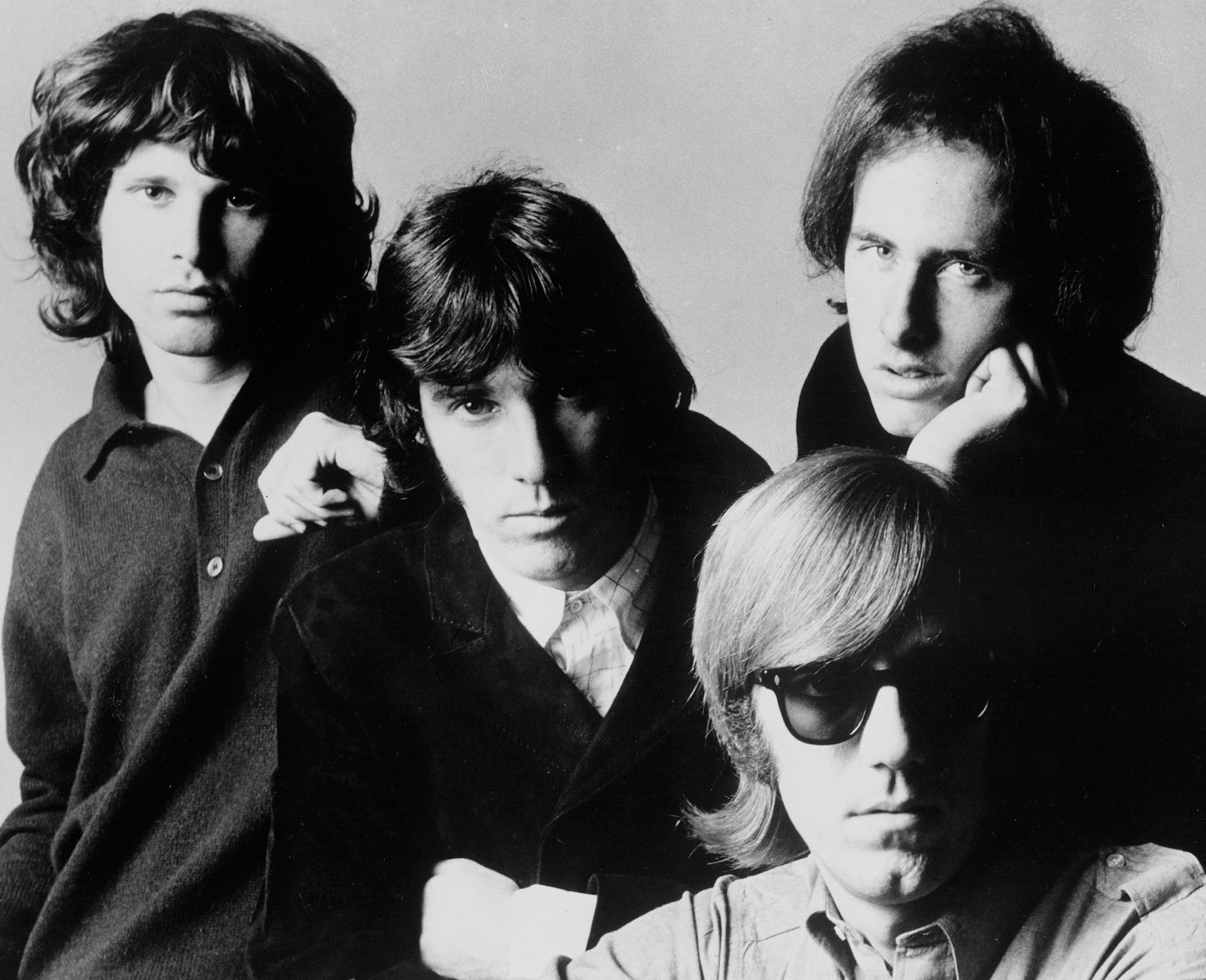
The Doors en 1966, Jim Morrison, John Densmore, Robby Krieger et Ray Manzarek.

Robert Alan Krieger naît dans une famille d'origine juive. Son père est un amateur de musique classique et sa mère écoute entre autres Frank Sinatra. Krieger apprend la guitare en accordant un ukulélé de la même façon que les quatre cordes basses d'une guitare et en jouant du flamenco. Alors que la plupart des guitaristes jouent soit en pinçant, soit avec un médiator, Krieger lui se sert de ses longs ongles, lui permettant d'avoir un doigté plus détaillé. En 1963, il s'achète une guitare flamenco et maîtrise ce style sans le bénéfice de leçon. Il se lasse de ce type de musique et participe à la création d'un groupe, les Back Bay Chamberpot Terriers.
C'est au cours d'une conférence sur la Méditation transcendantale que le claviériste Ray Manzarek rencontre le guitariste Robby Krieger et le batteur John Densmore, celui-ci avait payé 35 dollars pour un mantra personnalisé. « Il n'y aurait pas eu les Doors sans Maharishi » dit Densmore.
Robby joue habituellement sur une Gibson SG rouge "cherry red". Il garde cette guitare toute sa carrière. Elle sert même dans certains concerts de fusil symbolique de substitution lors de l'exécution de Morrison sur la chanson The Unknown Soldier. Gibson a depuis peu créé une Gibson SG Robby Krieger signature, immortalisant ainsi Krieger et son talent. Krieger utilise le bottleneck pour créer notamment sur L.A. Woman (leur dernier album) une ambiance propice à la méditation.
Après la mort de Morrison en 1971, The Doors continue en trio et produit deux albums Other Voices et Full Circle où Krieger partage le chant avec Manzarek. The Doors se sépare en 1973, Krieger forme The Butts Band avec Densmore. Il rencontre quelques succès comme guitariste de jazz, enregistrant plusieurs albums avec le Robby Krieger Band dans les années 1980 et 1990 tels que Versions (1983) et No Habla (1986).
Il joue aussi quelques titres avec les Blue Öyster Cult puis reforme les Doors en 2002 avec Manzarek et le chanteur Ian Astbury, sous le nom de The Doors of the 21st Century, puis Riders On The Storm.
En 1991, Oliver Stone réalise le biopic The Doors. Robby Krieger y est interprété par Frank Whaley.

## Discographie
The Doors
- Voir la discographie des Doors

Butts Band
- Butts Band (1974)
- Hear and Now (1975)

Solo
- Robbie Krieger & Friends (1977)
- Versions (1982)
- Robby Krieger (1985)
- No Habla (1989)
- Door Jams (1989)
- Cinematix (2000)
- Singularity (2010)

Avec le poète Michael C. Ford
- Look Each Other in the Ears. Hen House Studio Album inclut les Doors--Robby Krieger, John Densmore et Ray Manzarek. 2014